# Oberonia sebastiana
Oberonia sebastiana là một loài thực vật có hoa trong họ Lan. Loài này được B.V.Shetty & Vivek. mô tả khoa học đầu tiên năm 1975.